# Natufiense
Se denomina natufiense a una cultura del Epipaleolítico Final y Mesolítico, posterior a la cultura kebariense, que se extiende por toda la zona del Próximo Oriente, desde el Éufrates hasta Egipto y los desiertos situados al sur.
Cronológicamente está situado entre el 10800 y 8300 a. C. aproximadamente (estas fechas son no calibradas; las calibradas, menos comunes, sitúan el horizonte cultural entre el 12500 y el 9500 a. C.).
Su nombre fue definido por Dorothy Garrod en 1932, a partir del yacimiento de Uadi-en-Natuf, situado en Cisjordania.
De especial importancia es el yacimiento de Jericó, pues fue un poblado protegido por una inmensa muralla.

## Subdivisiones
Aunque los investigadores no se ponen de acuerdo, hay cierto consenso generalizado en dividir la cronología del natufiense en dos facies distintas:
- Natufiense antiguo (10800 a 9000 a. C.)
- Natufiense reciente (9000 a 8300 a. C.)

Esta división se realiza, fundamentalmente, a partir de las frecuencias estadísticas de los útiles líticos de ambas facies, y también mediante la evolución de los patrones de comportamiento y las dataciones radiométricas. Así, en el natufiense antiguo, predominan los semilunares con retoque oblicuo bifacial, mientras que en el reciente predomina el retoque abrupto. Siguiendo otros tipos de criterios tipológicos, otros autores definen tres secuencias: antiguo, reciente y final, aunque parece ser que esta división solo se ajusta a la realidad desde el punto de vista de la industria, fallando desde otros enfoques.

## Hábitat

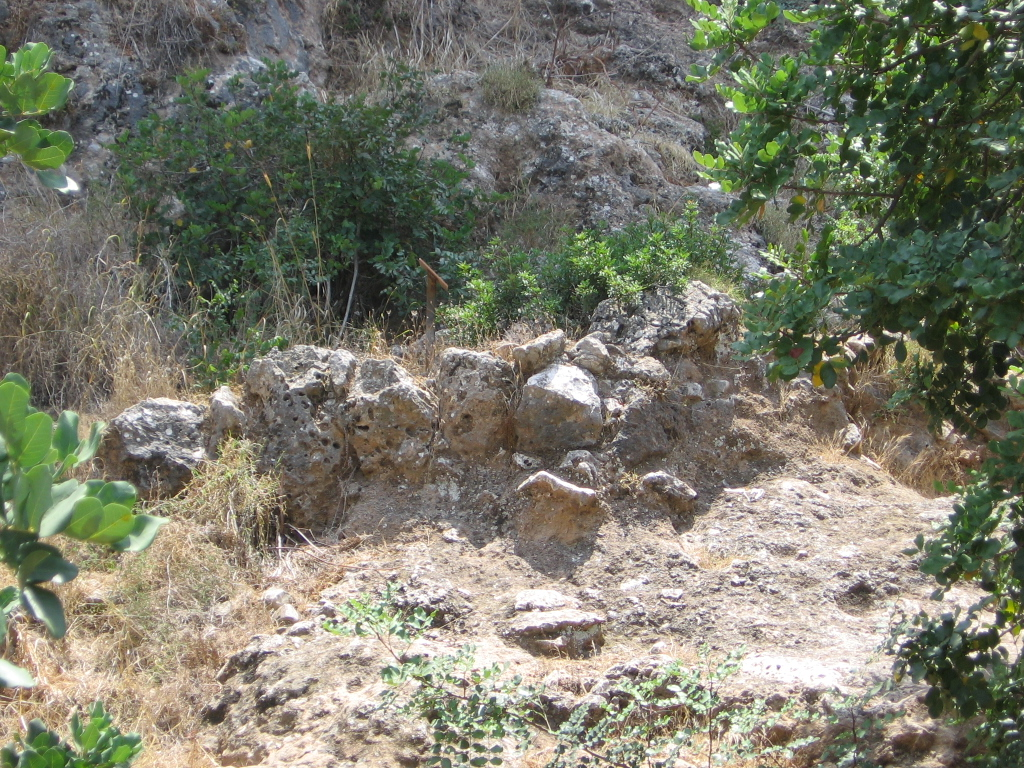
Restos de las paredes de una cabaña natufiense.

Vivían en pequeñas aldeas, formadas por grupos reducidos de cabañas de planta circular, de unos 10 m de diámetro, con paredes de caña y barro. Algunas cabañas tenían un depósito o silo para los alimentos, aunque también podían usarse para enterrar personas.
Además se sabe que había cabañas semiexcavadas en el suelo y cuya entrada consistía en una especie de rampa. Estas viviendas también eran de planta circular y su diámetro oscilaba entre cinco y seis metros. En el centro de estas cabañas solía haber un mástil de madera que servía para soportar la techumbre, que normalmente estaba hecha de adobe y ramas. En el interior de la zona central de dichas cabañas se encontraba el hogar.
En algunos casos, también vivían en cuevas o abrigos rocosos.
Una vida sedentaria se pudo haber hecho posible por los recursos abundantes debido a un clima favorable en ese entonces, con una cultura que vivía de la caza, de la pesca y de la recolección, incluyendo el uso de cereales salvajes.
Las herramientas que tenían disponibles eran las adecuadas para hacer uso de los cereales, como hoces de piedra o microlitos y huesos para cosechar, morteros, piedras de moler y hoyos de almacenaje.

## Enterramientos y rituales religiosos

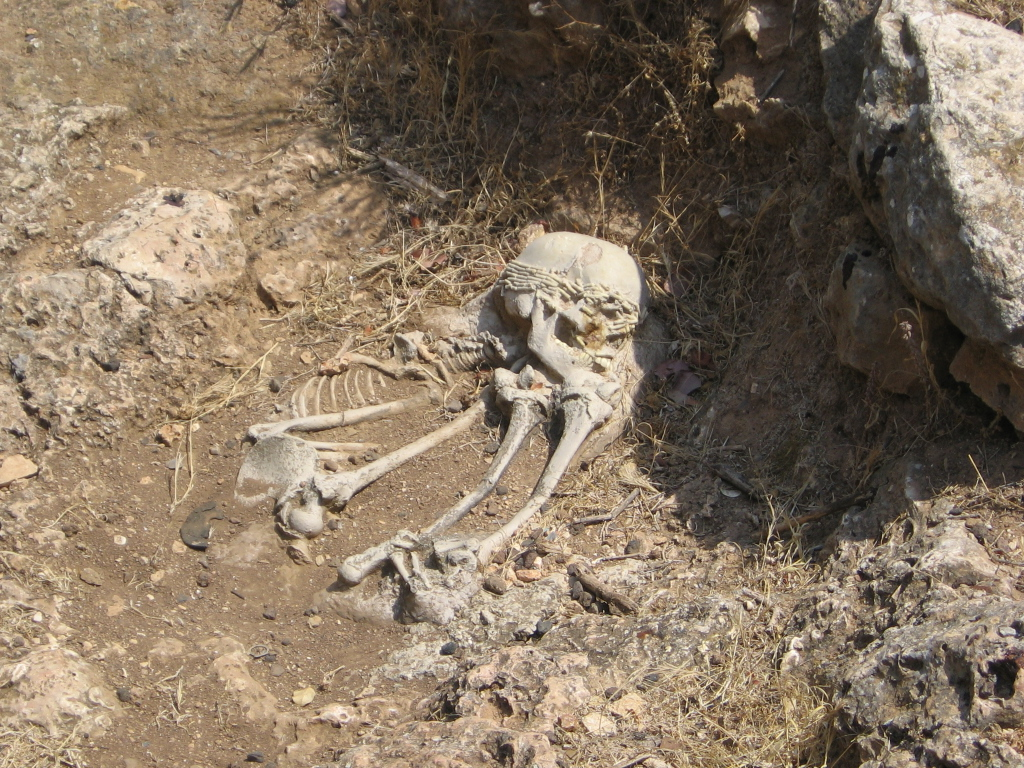
Reconstrucción de enterramiento natufiense en el yacimiento arqueológico de "El-Wad Terrace", Israel.

Lo habitual eran enterramientos con sepulturas individuales o colectivas, tanto dentro como fuera de las viviendas, a veces en cuevas.
En los enterramientos individuales los cuerpos se depositaban en posición fetal. Estaban en una postura tan flexionada que el cráneo daba en las rodillas.
Por otro lado, en los enterramientos colectivos los cadáveres no se colocaban en una posición tan flexionada. Cabe destacar que en algunos casos se han hallado cráneos separados del cuerpo y evidencias de decapitación en las vértebras, por lo que es posible que los natufienses practicaran ritos y sacrificios.
Se han encontrado calaveras separadas en la cueva de Hayonim,  Nahal Oren y Ain Mallaha. A veces, los cráneos estaban decorados con cuentas de conchas (El-Wad).
Los ajuares funerarios se componían de collares (hechos de conchas, huesos de gacela y piedra), tocados, moluscos procedentes del mar Rojo, obsidiana de Anatolia, huesos de gacela, cuencos de piedra y multitud de conchas. Estas últimas aparecían tanto en la cabeza como en el cuerpo. Estaban adornando las ropas de los difuntos y sus cabellos.
En 2008, fue descubierta la tumba de una "sacerdotisa" natufiense (considerada como chamana o bruja curandera). El enterramiento contenía las conchas completas de 50 tortugas, que se piensa fueron llevadas allí y comidas durante un banquete funerario.

## Instrumental
Los instrumentos empleados por los natufienses se componen de conjuntos laminares y geométricos, de microlitos variados, de puntas de flecha, de agujas, arpones (muchos de ellos decorados), anzuelos, útiles de madera, morteros de piedra (algunos con decoración) y molinos activos y pasivos.
Además de esto, poseían una rica industria ósea. También se caracterizan por un tipo de escultura en particular: las de bulto redondo.
Todos estos útiles indican que los natufienses tenían un alto grado de sedentarización.

## Arte

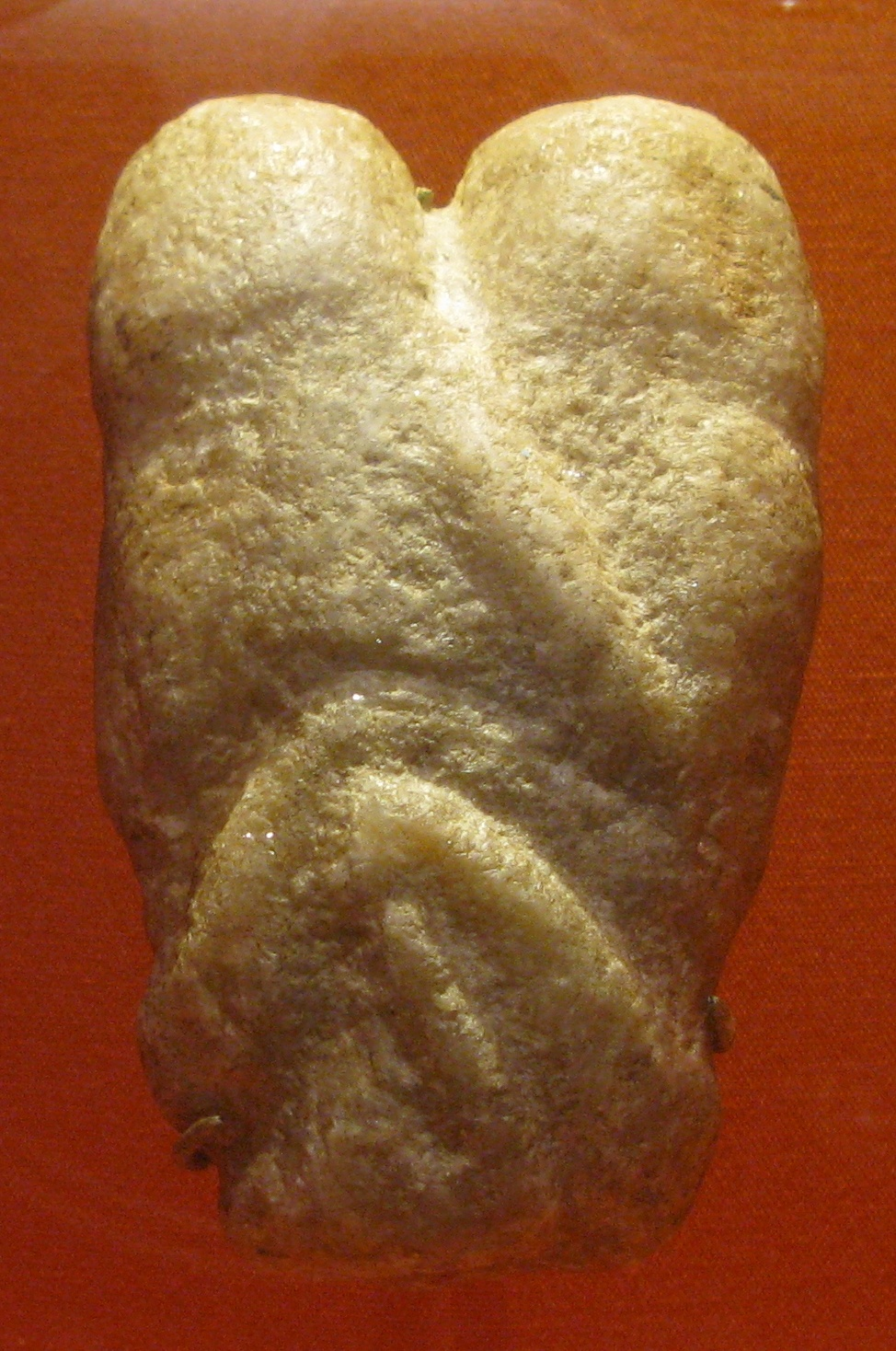
Los denominados Amantes de Ain Sajri. British Museum.

Su arte es de tendencia naturalista, por contraste al esquematismo geométrico del Mesolítico europeo, apareciendo pequeñas esculturas zoomorfas y antropomórficas, éstas a veces en actitudes eróticas como los amantes de Ain Sajri, encontrada en la cueva de Ain Sajri, en el desierto de Judea, que se considera la más antigua figurilla conocida que representa a una pareja copulando.

## Economía y desarrollo de la agricultura
Numerosos investigadores afirmaban que estos grupos se caracterizaban por una economía de amplio espectro, es decir, que explotaban una gran cantidad de recursos.
Sin embargo, posteriormente se ha demostrado que esto no es cierto, debido a que existen claras evidencias de que los mayores aportes que los natufienses hacían a su dieta eran cereales silvestres, frutos secos y las gacelas que cazaban. Los demás alimentos suponían un aporte mínimo.
Por lo tanto, podemos afirmar con seguridad que los natufienses eran grupos de cazadores-recolectores especializados en la caza de la gacela (de cualquier edad y sexo) y la recolección de cereales silvestres.
Según la teoría climática de la hipótesis del cometa Clovis, hubo un repentino cambio en el clima, el Dryas Reciente (Joven Dryas) fase que duró aproximadamente entre el 10800 a. C. y 9500 a. C., lo que provocaría el desarrollo de la agricultura. El Joven Dryas provocaría una interrupción de unos 1300 años de duración en las altas temperaturas que prevalecían desde el Último Máximo Glacial, que produjo una repentina sequía en el Levante (Oriente Próximo) que habría puesto en peligro los cereales silvestres, al no poder competir naturalmente con los matorrales de las áridas sabanas, y sobre la que la población sedentaria se había vuelto dependiente. Sin embargo, eliminando la maleza y plantando semillas obtenidas de otros lugares, comenzarían a practicar la agricultura y con ella, se obtendría un importante aumento de población. No obstante, esta teoría del origen de la agricultura es objeto de controversia en la comunidad científica.

## Lengua
Los estudios de lingüística comparada tienden a relacionar la cultura natufiense con elementos norteafricanos, especulándose con la posibilidad de que la lengua natufiense correspondiera a un 'proto-afroasiático' (A. Militarev). Pero no hay pruebas consistentes de que así sea. Las investigaciones sobre toponimia de Francisco Villar Liébana, de la Universidad de Salamanca, han encontrado en Oriente Próximo un estrato toponímico que se corresponde con la toponimia prehistórica de Europa meridional y sudoccidental, lo cual apuntaría a una presencia muy remota de los arqueodialectos indoeuropeos, variantes prehistóricas de lo que en tiempos posteriores conocemos como lenguas indoeuropeas. Otros expertos[¿quién?] consideran poco probable que hace más de 9000 años se hablara Indoeuropeo y nada menos que en la región que tradicionalmente fue siempre afrasiático-semítica. Muy probablemente se trate de meras coincidencias fonéticas deformadas por el tiempo (por cuanto ni una sola de las muestras analizadas por Villar Liébana se debe a una inscripción antigua de aquellos tiempos) o bien que en realidad se trate de raíces realmente afrasiáticas que habrían sido mal interpretadas.

## Domesticación de perros
En los yacimientos natufienses se han encontrado algunas de las más antiguas evidencias arqueológicas de la domesticación del perro. En Ain Mallaha (Israel), con una datación de alrededor del 12000 a. C., se han encontrado restos, en un enterramiento, de un humano anciano junto a un cachorro de cuatro a cinco meses de edad. En otro sitio natufiense, en la cueva de Hayonim, varios hombres fueron encontrados enterrados con dos cánidos.

## Lugares natufienses
- En Siria:  Tell Abu Hureyra, Mureybet, Yabrud III.
- En Israel: Hayonim Terrace, Ain Mallaha (Eynan), El-Wad (Monte Carmelo), Ein Guev, Nahal Oren, Salibiya I, Kfar HaHoresh.
- En Palestina: Jericó, Cueva de Shuqba.
- En Jordania: Beidha.
- En Líbano: Jeita III, Borj Barajne, Jabal es Saaïdé, Aamiq II.